# Noli me tangere (Correggio)
Noli me tangere, znana tudi kot Kristus, ki se prikazuje Mariji Magdaleni v vrtu, je Correggiova slika iz leta 1525, ki prikazuje interakcijo noli me tangere med Jezusom in Marijo Magdaleno kmalu po Vstajenju. Trenutno je v zbirki muzerja Prado v Madridu.

## Zgodovina
Prva omemba slike je v rokopisu Graticola di Bologna Pietra Lama, ki sega okoli leta 1560 in navaja, da je bila v hiši grofov Ercolani. Giorgio Vasari jo pohvali tudi v dveh odlomkih v svojem Življenju umetnikov iz leta 1568, enkrat v Correggiovi lastni biografiji in enkrat v biografiji Girolama da Carpija. Konec 16. stoletja jo je v Bologni videl kardinal Pietro Aldobrandini, ki je za nakup plačal zelo visoko ceno.
Kasneje je prešla iz zbirke Alobrandini v zbirko Ludovica Ludovisija, kot je prikazano (na primer) v postscriptumu Vasarijevih Življenj Lelia Guidiccionija: »Trenutno ima najslavnejši Lodovisio štiri druga čudovita dela v eni sobi, ki sem jih videl 7. marca 1621«. Nekaj več kot deset let pozneje se je princ Niccolò Ludovisi – »v nuji tesnobe« – odločil, da se bo poklonil  Filipu IV. tako, da mu je podaril najboljša dela iz svoje zbirke. Eden od teh je bila Noli me tangere, ki je Rim zapustila v poznih 1630-ih ali zgodnjih 1640-ih, potem ko je bila narejena kopija. V Madrid je prispela do konca leta 1643, po kratkem postanku v Neapeljskem kraljestvu. Zdaj je v muzeju Prado.

## Ozadje
Prizor je vzet iz dogodkov, pripovedovanih ob koncu Janezovega evangelija.
Bila je nedelja, tretji dan po Jezusovem križanju. Zgodaj zjutraj, ko je bilo še temno, se je mlada ženska odpravila do v skalo vklesane grobnice v vrtu Jožefa iz Arimateje. Bila je Marija Magdalena, ki jo je Jezus rešil grehnega življenja. Veliko ji je bilo odpuščenega, zato je veliko ljubila. V svoji žalosti je prišla obiskat kraj, kjer je bilo položeno truplo njenega križanega Jezusa.
Njeno presenečenje je bilo, ko je ugotovila, da je bil kamen, postavljen na vhod v grobnico, odvaljen. V svoji zadregi je stekla povedati učencema Petru in Janezu. Vsi skupaj so pohiteli nazaj na vrt in moža sta vstopila v grobnico in ugotovila, da je prazna. Ker niso mogli razložiti skrivnosti, so se kmalu vrnili domov in pustili Marijo še vedno stati brez groba, ki je jokal.
Med jokom se je sklonila v grob in zagledala dva angela v belih oblačilih. Sedela sta eden pri vzglavju in eden pri vznožju, kjer je bilo položeno Jezusovo telo. Rekla sta ji: »Žena, zakaj jokaš?« Dejala jima je: »Mojega Gospoda so odnesli in ne vem, kam so ga položili.«

Ko je to rekla, se je obrnila in zagledala Jezusa. Stal je tam, pa ni vedela, da je Jezus. Jezus ji je rekel: »Žena, zakaj jokaš? Koga iščeš?« Mislila je, da je vrtnar, in mu rekla: »Gospod, če si ga ti odnesel, mi povej, kam si ga položil, in ga bom jaz odnesla.« Jezus ji je dejal: »Marija!« Ona se je obrnila in po hebrejsko rekla: »Rabuní« (kar pomeni Učitelj).

Jezus ji je rekel: »Ne oklepaj se me! Kajti nisem še šel gor k Očetu; pojdi pa k mojim bratom in jim povej: ›Odhajam gor k svojemu Očetu in vašemu Očetu, k svojemu Bogu in vašemu Bogu.‹«— Jn 20, Jn 20,11–⁠Jn 20,17 King James Version

## Opis
Slika ponazarja zgodbo tistega prvega velikonočnega jutra. Jezus je Marijo pozdravil po imenu in ona je takoj prepoznala vstalega Kristusa. Padla je na kolena in impulzivno iztegnila roke proti njemu, a jo je s kretnjo odbil. Začudena se zazre v njegov obraz, medtem ko on razlaga sporočilo, ki ga mora prenesti učencem.
Vstali Gospod je oblečen le v eno oblačilo, težek plašč, zavozlan v pasu. Zgornji del mu zdrsne z ramen, tako da ostane trup gol. Lepota oblike spominja na grški kip. Na tleh poleg njega je nekaj vrtnega orodja, motika in lopata, za njimi pa slamnik. Te stvari pojasnjujejo, zakaj je Marija, zaslepljena in zmedena od joka, domnevala, da je bil vrtnar tisti, ki je govoril z njo.
Kristusova drža in gesta poudarjata pomen njegovih besed. Telo se nekoliko zaziba vstran, kot bi se zmanjšalo od Marijinega dotika. Desno roko še vedno drži iztegnjeno, kot takrat, ko je rekel Ne dotikaj se me. In zdaj dvigne levo roko in s kazalcem v nebo naznani, da se bo kmalu povzpel k svojemu Očetu. Zdi se, da govori nežno kot z otrokom in z nasmeškom gleda v Marijin obraz.
Mlada ženska je bogato oblečena v brokatno obleko, krojeno tako, da kaže njen lep vrat in roke. Množica valovitih zlatih las ji pada čez ramena in na prsi. Njena zožena zapestja in nežne roke kažejo na nežno kri, vendar so njene poteze nekoliko težke in obraz ne bi pritegnil s svojo lepoto. Zaradi navdušenega izraza predanosti je zanimiv. Celotna drža izraža popolno samopozabo.
Gibka in mladostna Kristusova postava ima visoko polno čelo, nad katerim so v oblinah razčesani lasje in majhna usta z blagim nasmehom. Figura po splošnih značilnostih spominja na tip Kristusa, ki je prikazan na sliki Ecce Homo.

## Analiza
Estelle May Hurll piše: »Pri slikanju figure vstalega Kristusa so bili stari mojstri navajeni poudarjati odtise nohtov na rokah in nogah ter rano na boku. Correggio tega ni storil. Takšni znaki trpljenja so bili nedosledni z radostno naravo njegove umetnosti. Predmet slike je popolnoma srečen in on je obdržal stran od vseh dokazov o križanju, bolj poudarja idejo vnebovzetja.«
V nekaterih likovnih točkah je slika podobna Madonni della Scodella. Kristusova poza je podobna Jožefovi, z eno roko dvignjeno navzgor, drugo pa sega navzdol. Tako nastane diagonalna črta, ki je osnova kompozicije. Desna roka Marije nosi črto naprej v spodnji kot slike.
Pokrajina tvori prostorno ozadje in veliko drevo za Kristusom vrže njegovo figuro v relief.